# تشارلز هنري موير
تشارلز هنري موير (بالإنجليزية: Charles Henry Muir)‏ هو قائد عسكري أمريكي، ولد في 18 يوليو 1860 في بلدة إيري في الولايات المتحدة، وتوفي في 8 ديسمبر 1933 في بالتيمور في الولايات المتحدة.